# トゥーゾー・スタジアム
トゥーゾー・スタジアム（ベトナム語：Sân vận động Tự Do / 𡑝運動自由、英語: Tu Do Stadium）は、ベトナムのフエにある多目的スタジアムである。

## 概要
フランス領インドシナ時代の1932年にスタッド・オリンピック・ド・ユエとして建設された後、阮朝最後の皇帝バオ・ダイの長子バオ・ロン生誕を記念してバオ・ロン・スタジアムと改称された。現在の名称はベトナム共和国(南ベトナム)成立後、ベトナム語で自由を意味するトゥーゾー(ベトナム語: Tự Do)と名付けられたものである。
収容人数は12,000人。主にサッカーの試合に用いられる。現在、ベトナムサッカーリーグファーストディヴィジョンに所属するフダ・フエFCがホームスタジアムとして使用している。

## 交通アクセス
ベトナム鉄道のフエ駅より約2.7キロメートル。